# Pygophora unicolor
Pygophora unicolor är en tvåvingeart som först beskrevs av Stein 1920.  Pygophora unicolor ingår i släktet Pygophora och familjen husflugor. Inga underarter finns listade i Catalogue of Life.